# Raimo Ylipulli
Raimo Esko Tapio Ylipulli (Rovaniemi, 13 de junio de 1970) es un deportista finlandés que compitió en salto en esquí. Su hermano Tuomo también compitió en salto en esquí, y otro hermano, Jukka, en combinada nórdica.
Ganó una medalla de plata en el Campeonato Mundial de Esquí Nórdico de 1991, en la prueba de trampolín grande por equipo. Participó en los Juegos Olímpicos de Lillehammer 1994, ocupando el quinto lugar en la misma prueba.

## Palmarés internacional
| Campeonato Mundial | Campeonato Mundial     | Campeonato Mundial | Campeonato Mundial |
| Año                | Lugar                  | Medalla            | Prueba             |
| ------------------ | ---------------------- | ------------------ | ------------------ |
| 1991               | Val di Fiemme (Italia) | Medalla de plata   | TG por equipo      |